# Annie Moser
Annie Moser est une romancière, poétesse et chanteuse française de cabarets..

## Biographie
Ancienne élève du Conservatoire national supérieur d'art dramatique de Paris, Annie Moser est diplômée de lettres à l'université Paris-Sorbonne. Elle travaille comme conceptrice-rédactrice publicitaire avant de se consacrer à ses propres textes. Autrice de poèmes, elle est également autrice-interprète de chansons de cabarets,.
Depuis 2012 et la publication de l'ouvrage Manon et la Caverne aux brigands, elle collabore avec l'historienne française Viviane Koenig, à l'écriture d'ouvrages historiques relevant de la littérature d'enfance et de jeunesse,.Elle a aussi publié 4 livres (trois recueils de poèmes et une biographie) aux éditions du Coudrier, sous le nom d'Annie Perec Moser.

## Publications
- Manon et la Caverne aux brigands (avec Viviane Koenig), Oskar, 80 p., 2012  (ISBN 235000905X).
- Des démons dans le cartable (avec Viviane Koenig et Antoine Ronzon), Oskar, 89 p., 2013  (ISBN 102140117X).
- Il ne restera que nos noms (avec Viviane Koenig), Oskar, collection Histoire et société, 232 p., 2015  (ISBN 1021402958).
- Le tableau ensanglanté (avec Viviane Koenig), Oskar, collection Polar, 144 p., 2016  (ISBN 9791021405271).
- Une femme au soleil, poèmes, 120 pages dont 3 illustrations couleur, Editions Le Coudrier, 2016  (ISBN 978-2-930498-68-3)
- Berthe Bovy, biographie, 129 pages, Editions Le Coudrier, 2017  (ISBN 978-2-930498-77-5)
- Verveine et Venin, poèmes, 71 pages dont 6 illustrations couleur, Editions Le Coudrier, 2018  (ISBN 978-2-930498-90-4)
- Ephémères, poèmes, 72 pages dont 6 illustrations couleur, Editions Le Coudrier, 2019  (ISBN 978-2-39052-004-7)